# Batcheloromyces leucadendri
Batcheloromyces leucadendri är en svampart som beskrevs av P.S. van Wyk, Marasas & Knox-Dav. 1985. Batcheloromyces leucadendri ingår i släktet Batcheloromyces och familjen Teratosphaeriaceae.   Inga underarter finns listade i Catalogue of Life.